# مروحيات الزعانف
مروحيات الزعانف(الاسم العلمي: Rhipidistia)، وتعرف أيضا باسم أسماك رئوية رباعيات الأطراف (الاسم العلمي: Dipnotetrapodomorpha)، وهي فرع حيوي من أسماك لحميات الزعانف، تشمل رباعيات الأطراف والأسماك الرئوية.